# Таннер, Бернгард Леопольд Франциск
Бернгард Леопольд Франциск Та́ннер (нем. Bernhard Leopold Franz Tanner; Прага, 1654 — после 1715) — чешский путешественник из Священной Римской империи, оставивший записки о путешествии в Москву в 1678 году.

## Биография
Бернгард Таннер родился в 1654 году в Праге, четвёртым ребёнком в семье малостранского бюргера Якуба Штепана Таннера и Маркеты Поликсены Таннеровой. Окончив там же школу, он поступил в Пражский университет, где в 1674 году получил степень доктора философии. После этого он, по собственным словам, ради расширения кругозора и приобретения практических знаний решил путешествовать. В 1675 году он посетил Италию и Германию, вернулся в Прагу, а в 1676 году поехал в Польшу и поступил в свиту каштеляна Виленского Котовича, вместе с которым посетил местный сейм в Вильне и вернулся в Варшаву, на общий сейм. Там он узнал, что Речь Посполитая собирается отправить посольства к новому папе, императору, турецкому султану и русскому царю. Отправиться в Турцию (Османскую империю) Таннеру не удалось, и тогда он поступил к князю Чарторыйскому, который вместе с воеводой полоцким Сапегой отправлялся в Москву для переговоров о «вечном мире». 

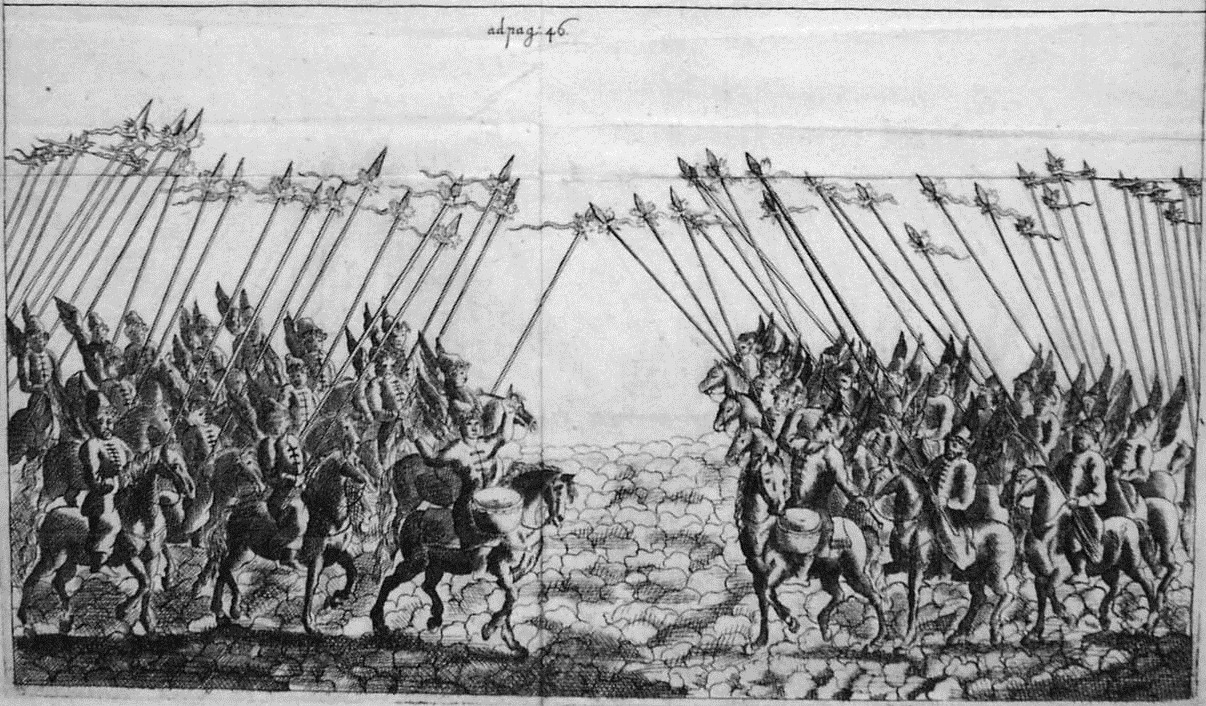
Рисунок Таннера, 1678 год. Польское посольство подъезжает к Москве, их встречают крылатые всадники — жильцы.

Путь посольства лежал по литовско-белорусским землям и проходил, среди прочего, через Седльце, Брест-Литовск, Пружаны, Ружаны, Несвиж, Минск, Борисов, Могилёв, Кадино (где к посольству присоединился Сапега), затем через Смоленск, Дорогобуж, Вязьму, Царёво-Займище, Можайск, Кубинское, Вязёмы; перед Москвой царский чиновник повернул его и провёл через деревни Строгино и Щукино. В Москве посольство пробыло почти три месяца. Переговоры шли трудно: срок Андрусовского перемирия подходил к концу, Россия вела тяжёлую войну с Турцией, а Речь Посполитая пыталась отстоять права на Киев и Смоленск. В это время Таннер имел возможность изучить Москву, её жителей и подружился с немцами из Немецкой слободы, а также начал говорить по-русски. Секретарь немецкой канцелярии приглашал Таннера на русскую службу, так как тот знал пять языков, но Таннер, прослышав, что с такой службы почти невозможно уйти, отказался. Ещё один случай — спор Таннера с русским священником о форме крестного знамения — привёл к небольшому дипломатическому скандалу, однако прошёл для него без серьёзных последствий. Когда наконец после долгих споров были согласованы и подписаны условия продления перемирия, посольство быстро выпроводили из Москвы, и оно отправилось в обратный путь, нагруженное, помимо прочего, деньгами, назначенными для компенсации завоёванных Россией земель.
После возвращения посольства Таннер сопровождал князя Чарторыйского на визите к королю в Яворов, в поездке к иконе Ченстоховской Божией Матери и на очередной сейм в Гродно. Там он покинул княжескую свиту и доехал при другом вельможе до Варшавы, затем с императорским послом графом Альтгеймом добрался до Чехии и к маю 1679 года вернулся в Прагу. Его связь с Россией не прекратилась: в 1682 году его друзья из Немецкой слободы известили его письмом о произошедшем в Москве перевороте. В том же году он женился и, по-видимому, навсегда осел в Праге, став чиновником городской администрации. В 1704 году он овдовел, а в старости его преследовали финансовые трудности: последние архивные записи с его упоминанием относятся к закладу его дома за 1000 дукатов и операциям с этим долгом.

## Записки о путешествии в Россию
Описание своего путешествия в Россию Таннер написал на латинском языке и издал под заглавием: Legatio Polono-Lithuanica in Moscoviam: potentissimi Poloniae regis ac reipublicae mandato et consensu Anno 1678, feliciter suscepta, nunc breviter sed accurate quoad singula notabilia descripta (Нюрнберг, 1689 год). Его описание пути посольства от границ Польши до Москвы, посольского въезда, посольского подворья, приёма послов царём, самой Москвы (одно из самых подробных), впечатления, которое производили переговоры с боярами на послов и на их свиту, отъезда послов и так далее являются ценным историческим материалом. В его книге упоминаются виденные им особенности быта «москвитян», бани, игра в свайку, соколиная охота и т.д. В то же время, как отмечается в словаре Брокгауза и Ефрона, «суждения Т[аннера] отличаются легкомыслием и малым знакомством с русским народом, страною и языком; во многих случаях заметно враждебное русским влияние поляков и немцев из Немецкой слободы.
К сочинению Таннера был приложен ряд рисунков, а также план Москвы. На русском языке отрывки из сочинения Таннера печатались в «Вестнике Европы» (1826 год), «Журнале Министерства народного просвещения» (1837 год), «Костромских губернских ведомостях» (1843 год), «Северном обозрении» (1849 год); полный перевод с комментариями издан И. М. Ивакиным под заглавием: «Бернгард Таннер. Описание путешествия польского посольства в Москву в 1678 г.» (Москва, 1891 год).

## Издания
- Бернгард Таннер. Описание путешествия польского посольства в Москву в 1678 году / Пер. с лат., прим. и прил. И. Ивакина. — М.: Универс. тип., 1891. — xii, 203 с.